# ترس(3،2-ثنائي بروموبروبيل) فوسفات
ترس(3،2-ثنائي برموبروبيل) فوسفات (بالإنجليزية: Tris(2,3-dibromopropyl) phosphate)‏ ("ترس") وهو مادة كيميائية تستخدم كمثبط لهب في صناعة البلاستيك والمنسوجات.

## الأمان والتنظيم
يعد ال'ترس مادة مسببة للطفرات. وهو يصنف على أنه من مسرطنات IARC من المجموعة A2 من مسببات السرطان. وهو أحد المواد الكيميائية التي غطتها وشملتها إتفاقية روتردام. وفي الولايات الأمريكية المتحدة منعت وكالة أمان منتجات المستهلك بيع ملابس الأطفال التي تحتوي على الترس في عام 1977. وقد كانت أرلين بلم واحدة من أولئك اللذين اشتركوا وانخرطوا في جعل الترس يدرج ضمن القائمة السوداء.